# Ріта
Ріта (ऋत, ṛtá IAST) — термін на ведичному санскриті, у буквальному перекладі означає «порядок речей», споріднений авестійському aša . Антонімом слова ріта є анріта.
Викладене у Ведах поняття ріти стало філософською основою для концепції дгарми у індуїзмі та інших дгармічних релігіях. Ріта є універсальним космічним законом, за яким відбувається «упорядкування невпорядкованого», обертання Всесвіту та існування усього сущого, у тім числі космос, людство і його моральні підвалини. Ріта береться за основу справедливості, праведності та моралі. Ріта розглядається як істина у найширшому сенсі цього слова.
Різними виявами Ріти бувають невидимі для простих смертних людей деви та їх діяння, керовані ними процеси у Всесвіті і природні явища на Землі. Індивід, що відрізняється праведністю і благочестям, завжди діє у згоді з Рітою. Ріта визначається не ззовні, а із самої себе, вона визначає все, включаючи себе. Встановлена девами, Ріта ними ж охороняється та підтримується у боротьбі зі своєю повною протилежністю — анрітою («невпорядкованістю», «відсутністю ріти»).
У сучасному контексті замість терміна «ріта» використовується більш розвинений і в наш час[коли?] стандартний термін «дгарма».
Із ведичних девів найбільш тісно пов'язані з поняттям Ріти Варуна та Мітра.